# Ambient dub
Ambient Dub – fuzja muzyki ambient i dub, brzmieniem trochę zbliżony do illbientu.
Nurt ten łączy w sobie ambientowe tła i melodie oraz elementy muzyki dub takie, jak np. głęboki bas, pogłosy i bit. Utwory ambient dubowe są o wiele bardziej spokojne i bardziej stonowane, niż oryginalny dub, ale także bardziej taneczne i żywsze niż nagrania stricte ambientowe.